# Якимчук Олександр Іванович
Олекса́ндр Іва́нович Якимчу́к (14 вересня 1923, Слобода-Ходацька, УРСР — 31 липня 2010) — Герой Радянського Союзу.

## Біографія
Народився 14 вересня 1923 року в селі Слобода-Ходацька Барського району. Українець. 
22 червня 1941 року Якимчук до армії і направлений до Новоград-Волинського піхотного училища. Після прибуття  довелось евакуйовуватись до міста Ярославль. Училище не закінчив, оскільки особовий склад був розісланий на формування різних стрілецьких підрозділів.
З жовтня 1941 року перебував у діючій армії. Воював на посаді командира відділення 31-ї стрілецької бригади Калінінського фронту.
У грудні 1943 року закінчив курси молодших лейтенантів Сибірського військового округу.
Член КПРС із 1944 р. Учасник Німецько-радянської війни з жовтня 1941 р. Воював на Калінінському, Ленінградському, 1-му Українському фронтах.
1944 брав участь у Вісло-Одерській операції та у боях на Карельському перешийку, зокрема захопленні міст Приморськ, Виборг. Відзначився в лютому 1945 в боях за Бреслав (нині Вроцлав, Польща), опинившись відрізаним від основних сил батальйону, викликав вогонь на себе, внаслідок чого був сильно контужений.
Після війни служив командиром стрілецької роти.
Звільнений у запас у 1955 р. Працював в органах МВС УРСР. З 1975 року — пенсіонер. Жив у Старокостянтинові Хмельницької області. Помер 31 липня 2010 року.

## Нагороди
- Орденів Олександра Невського — за зразкове виконання бойових завдань командування на німецькому фронті і виявленні при цьому відваги і геройства Указом Президії Верховної Ради СРСР від 27 червня 1945 р.
- Орден Богдана Хмельницького II ступеня.
- Герой Радянського Союзу.
- Орденами Леніна.
- Орден Червоного Прапора.
- Ордени Вітчизняної війни I і II ступеня.
- Орден "За заслуги".
- Медаль "Золота Зірка".